# Астрильды
Астрильды (лат. Estrilda) — род птиц из семейства вьюрковых ткачиков (Estrildidae).

## Распространение
Большинство видов обитает в Африке, один вид — аравийский астрильд (Estrilda rufibarba), на Аравийском полуострове. Некоторые виды, содержащиеся в качестве домашних птиц, были случайно интродуцированны в различных частях света.

## Классификация
В состав рода включают 11 видов:
- Estrilda poliopareia — Анамбрский астрильд
- Estrilda rufibarba — Аравийский астрильд
- Estrilda kandti — Астрильд Кандта
- Estrilda paludicola — Болотный астрильд
- Estrilda astrild — Волнистый астрильд
- Estrilda melpoda — Оранжевощёкий астрильд
- Estrilda troglodytes — Серый астрильд
- Estrilda rhodopyga — Уздечковый астрильд
- Estrilda nonnula — Чёрно-белый астрильд, или монаший астрильд, или астрильд-монашка
- Estrilda nigriloris — Чернолицый астрильд
- Estrilda atricapilla — Черношапочный астрильд